# Oecetis gradata
Oecetis gradata är en nattsländeart som beskrevs av Georg Ulmer 1923. Oecetis gradata ingår i släktet Oecetis och familjen långhornssländor. Inga underarter finns listade i Catalogue of Life.